# Last Impact – Der Einschlag
Last Impact – Der Einschlag ist ein zweiteiliger Fernsehfilm von Regisseur Michael Rohl, der im Jahr 2008 in den USA, Kanada und Deutschland produziert wurde. Die deutschsprachige Erstausstrahlung erfolgte am 13. und 14. Mai 2009 auf Sat.1.

## Handlung
Ein Fragment eines Braunen Zwerges mit einem Durchmesser von ca. 20 km, der durch den größten Meteoritenschauer der letzten 10.000 Jahre verdeckt wurde, kollidiert mit dem Mond. Teile des Fragments und des Mondes durchbrechen die Erdatmosphäre und schlagen auf der ganzen Welt verstreut ein. Anfangs ist der Schaden noch minimal, doch die Mondoberfläche weist erhebliche Schäden auf. Des Weiteren wurde der Mond aus seiner Bahn geworfen und nähert sich der Erde um ca. 30.000 km an, dann nochmals um 90.000 km. Erst sind es nur Kleinigkeiten, die durch die Annäherung des Mondes entstehen, wie gestörte Telefonsignale, Stromschwankungen und Funkstörungen, doch später heben – verursacht durch elektrische Aufladungen – Autos, Menschen und Züge ab. Wissenschaftler aus Deutschland, Kanada und den USA haben dafür jedoch vorerst keine Erklärung.
Als die Auswirkungen der Annäherung des Mondes in Europa nachlassen, bekommt das Wissenschaftler-Team aus den USA die Nachricht, dass durch das Fragment die Masse des Mondes nun etwa zwei Erdmassen beträgt, weshalb sich der Mond stetig der Erde nähert und mit ihr in 39 Tagen kollidieren und sie vernichten wird. Aus Angst vor Massenpanik entscheidet die US-Regierung, diese Information vor der Öffentlichkeit geheim zu halten.
Im Weißen Haus lässt sich der Präsident von zwei Teams beraten, wie mittels Atomraketen die Umlaufbahn des Mondes verändert werden könnte. Das Wissenschaftler-Team rät zu einem Beschuss des Mondes mit 1.100 Thermonuklear-Sprengköpfen von je 5 Megatonnen Sprengkraft, die in 2-Minuten-Abstand gezündet werden sollen. So würde sich eine exponentiell steigernde Wirkung aufbauen. Das Militär schlägt alternativ vor, alle Raketen gleichzeitig in der durch den Einschlag entstandenen Spalte des Mondes explodieren zu lassen, um den Mond zu zerstören und das Fragment freizusetzen und somit die Mondumlaufbahn zu stabilisieren. Der Präsident entscheidet sich für den Plan des Militärs.
Inzwischen hat ein Journalist von einem Informanten aus dem Umfeld des Präsidenten das wahre Ausmaß der Gefahr erfahren und hat dies im TV publik gemacht. Daraufhin kommt es weltweit zu Unruhen die jedoch wieder abklingen.
Zeitgleich zum Start der Atomraketen hält der Präsident eine Fernsehansprache und erklärt der Öffentlichkeit die Situation.
Die Raketen erreichen den Mond wie geplant und zünden auch. Jedoch stellt sich heraus, dass sie nicht die erhoffte Wirkung erzielt haben. Stattdessen wurde der Mond weiter beschleunigt und die Frist bis zur Kollision mit der Erde um fünf Tage verkürzt. Der Präsident bittet daraufhin die Wissenschaftler um einen neuen Plan.
Diese sehen tatsächlich noch eine Möglichkeit, da sich einer der Wissenschaftler an ein altes Projekt erinnert, bei dem eine Anti-Gravitationsmaschine gebaut wurde. Diese Maschine könnte nun dazu verwendet werden, das Fragment aus der Mondspalte herauszuziehen und in die Sonne zu lenken, woraufhin sich die Umlaufbahn stabilisieren würde. Allerdings kann die genaue Position nur vor Ort bestimmt werden. Darum muss die Maschine von Astronauten auf dem Mond installiert und gezündet werden. Die Chance den Einsatz zu überleben beträgt 1:1000. Es bleiben noch 16 Tage für die Vorbereitungen.
Zwei der Wissenschaftler, der Spezialist für die Anti-Gravitationsmaschine und der Meteoritenjäger als führender "Mondgeologe", werden dem Astronautenteam (eine US-Astronautin und ein russischer Kosmonaut) zugeteilt. Die ESA bereitet ihre ohnehin für letzten Monat geplante, bemannte Mondmission in Kasachstan vor. Aufgrund der von elektromagnetischen Stürmen verursachten Schäden wird das Astronauten-Training und die Bodenkontrolle in das Europäische Raumflugkontrollzentrum nach Darmstadt verlegt.
Die Mission startet rechtzeitig mit einer Sojus-Rakete. Auf dem Mond kann schnell ein geeigneter Standort ermittelt und die Anti-Gravitationsmaschine zusammengebaut werden. Bei der abschließenden Vermessung der Mondspalte kommen die Astronautin und der Meteoritenjäger ums Leben. Im Kontrollzentrum muss die schwangere Braut des Wissenschaftlers unter Tränen dessen Tod mit ansehen. Die anderen beiden können mit der Raumfähre wieder starten und der Explosion knapp entkommen.
Der Plan funktioniert und es ist zu sehen wie das Fragment aus dem Mond heraus kommt und in Richtung Sonne fliegt. Auch von der Erde aus ist die gewaltige Explosion zu beobachten, woraufhin der Mond in zwei Teile zerbricht.

## Veröffentlichungen
Die Erstausstrahlung lief als Zweiteiler am 13. und 14. Mai 2009 auf Sat.1, die von Sony Pictures Entertainment vertriebene DVD erschien am 15. Mai 2009.

## Physikalische Unmöglichkeiten
Im Film werden physikalische Gesetzmäßigkeiten wild durcheinandergeworfen.
Es wird von einem Fragment eines braunen Zwerges gesprochen, welches den Mond trifft und die Störungen hervorruft. Braune Zwerge werden als erloschene Sonnen erklärt, sind jedoch in Wirklichkeit sonnenähnliche Objekte, deren Masse aber nicht ganz ausreicht, um die Kernfusion zu initiieren. Außerdem würde ein Fragment eines braunen Zwerges in dieser Größenordnung nicht ausreichen, um die Masse des Mondes so erheblich zu verändern.
Wenn jedoch ein Fragment eines schwarzen oder eines weißen Zwerges mit dem Mond kollidieren würde, könnten einige im Film gezeigten Szenen dem Laien plausibel erscheinen; insbesondere die starken elektromagnetischen Phänomene hätten dann eine Erklärung, ebenso wie die hohe Dichte des Objekts. Allerdings ergibt sich die hohe Dichte wiederum aus der hohen Masse des Objekts, die die Materie entarten lässt. Da es aber nur um ein Fragment geht, kann die Masse nicht ausreichen, um die Materie im entarteten Zustand zu erhalten. Bei braunen Zwergen ist die Materie nicht entartet, so dass es auch hier keine Erklärung für die hohe Dichte gäbe.
Der Durchmesser des Objekts liegt in der Größenordnung eines ganzen weißen Zwerges. Dessen Masse würde aber die Umlaufbahn der Erde nachhaltig stören. Da der Mond in dieser Phase angeblich die doppelte Masse der Erde hat, würde er diese nicht mehr einfach umkreisen, sondern die beiden Körper würden eine elliptische Bahn um den gemeinsamen Schwerpunkt (der nun näher beim Mond liegt) einnehmen. Auch entspricht die auf zahlreichen Computerbildschirmen eingezeichnete Mondbahn nicht den Keplerschen Gesetzen.
Es gibt noch viele weitere Ungereimtheiten. So ist von Abschirmung der Gravitation die Rede. Gravitation lässt sich aber im Unterschied zu den anderen Wechselwirkungen nach aktuellem Stand der Wissenschaft nicht abschirmen.

## Kritiken
„Routinierte (Fernseh-)Mischung aus Science-Fiction- und Katastrophenfilm mit den gängigen Vorgaben beider Genres und betont menschelnden Nebenhandlungen.“